# Ged Wright
Ged Wright é um especialista em efeitos especiais australiano. Como reconhecimento, foi nomeado ao Oscar 2011 na categoria de Melhores Efeitos Visuais por Iron Man 2.